# العلاقات الإندونيسية الفرنسية
العلاقات الإندونيسية الفرنسية هي العلاقات الثنائية التي تجمع بين إندونيسيا وفرنسا.

## مقارنة بين البلدين
هذه مقارنة عامة ومرجعية للدولتين:
| وجه المقارنة                                              | إندونيسيا         | فرنسا                                                    |
| --------------------------------------------------------- | ----------------- | -------------------------------------------------------- |
| المساحة (كم2)                                             | 1.90 مليون        | 643.80 ألف                                               |
| عدد السكان (نسمة)                                         | 263.99 مليون      | 67.12 مليون                                              |
| الكثافة السكانية (ن./كم²)                                 | 138.94            | 104.26                                                   |
| العاصمة                                                   | جاكرتا            | باريس                                                    |
| اللغة الرسمية                                             | اللغة الإندونيسية | لغة فرنسية                                               |
| العملة                                                    | روبية إندونيسية   | يورو، فرنك س ف ب، فرنك فرنسي، Livre tournois ‏            |
| الناتج المحلي الإجمالي (بليون دولار)                      | 1.02 تريليون      | 2.58 تريليون                                             |
| الناتج المحلي الإجمالي (تعادل القوة الشرائية) بليون دولار | 2.85 تريليون      | 2.87 تريليون                                             |
| الناتج المحلي الإجمالي الاسمي للفرد دولار أمريكي          | 3.35 ألف          | 36.20 ألف                                                |
| الناتج المحلي الإجمالي للفرد دولار أمريكي                 | 10.52 ألف         | 39.33 ألف                                                |
| مؤشر التنمية البشرية                                      | 0.684             | 0.888                                                    |
| رمز المكالمات الدولي                                      | +62               | +33                                                      |
| رمز الإنترنت                                              | .id               | .fr، .bzh ‏، .tf، .re، .wf، .yt، .pm، .paris              |
| المنطقة الزمنية                                           |                   | أوروبا/باريس ‏، توقيت وسط أوروبا، توقيت وسط أوروبا الصيفي |

## مدن متوأمة
في ما يلي قائمة باتفاقيات التوأمة بين مدن إندونيسية وفرنسية:
- ترتبط سورابايا مع مارسيليا باتفاقية توأمة منذ 1995.[16][16][16][16]

## منظمات دولية مشتركة
يشترك البلدان في عضوية مجموعة من المنظمات الدولية، منها:
| علم المنظمة | اسم المنظمة                               | تاريخ انضمام إندونيسيا | تاريخ انضمام فرنسا |
| ----------- | ----------------------------------------- | ---------------------- | ------------------ |
|             | بنك التنمية الآسيوي                       | 1966                   | 1970               |
|             | وكالة ضمان الاستثمار متعدد الأطراف        | 12 أبريل 1988          | 28 ديسمبر 1989     |
|             | الأمم المتحدة                             | 28 سبتمبر 1950         | 24 أكتوبر 1945     |
|             | الفريق المعني برصد الأرض                  | ?                      | ?                  |
|             | مجموعة العشرين                            | ?                      | 26 سبتمبر 1999     |
|             | منظمة حظر الأسلحة الكيميائية              | ?                      | ?                  |
|             | منظمة التجارة العالمية                    | ?                      | 1995               |
|             | منظمة الشرطة الجنائية الدولية             | 5 أكتوبر 1954          | ?                  |
|             | مؤسسة التنمية الدولية                     | 20 أغسطس 1968          | 30 ديسمبر 1960     |
|             | يونسكو                                    | 27 مايو 1950           | 4 نوفمبر 1946      |
|             | الاتحاد البريدي العالمي                   | ?                      | ?                  |
|             | البنك الدولي للإنشاء والتعمير             | 13 أبريل 1967          | 27 ديسمبر 1945     |
|             | المنظمة الهيدروغرافية الدولية             | ?                      | ?                  |
|             | الاتحاد الدولي للاتصالات                  | 1949                   | 1866               |
|             | مؤسسة التمويل الدولية                     | 23 أبريل 1968          | 20 يوليو 1956      |
|             | المركز الدولي لتسوية المنازعات الاستشارية | 28 أكتوبر 1968         | 20 سبتمبر 1967     |

## أعلام
هذه قائمة لبعض الشخصيات التي تربطها علاقات بالبلدين:
- جولي إستيل (ممثلة إندونيسية، 4 يناير 1989 – )
- ماريانا ريناتا (عارضة أزياء فرنسية، 31 ديسمبر 1983[24] – )

## وصلات خارجية
- موقع وزارة الخارجية الإندونيسية
- موقع وزارة الخارجية الفرنسية